# Belisana leclerci
Belisana leclerci är en spindelart som beskrevs av Huber 2005. Belisana leclerci ingår i släktet Belisana och familjen dallerspindlar.
Artens utbredningsområde är Thailand. Inga underarter finns listade.